# 小林宏史 (実業家)
小林 宏史（こばやし ひろし、1955年3月1日 - ）は、日本の技術者、実業家。旭化成建材株式会社代表取締役社長等を経て、公益財団法人野口研究所理事長。日本建築仕上学会学会賞受賞

## 人物・経歴
愛知県岡崎市出身。1973年愛知県立岡崎高等学校卒業。1979年名古屋大学大学院工学研究科修了、旭化成工業（現旭化成）入社。2003年旭化成建材企画管理部長。2004年旭化成建材取締役兼常務執行役員。
2007年から旭化成建材代表取締役社長を務め、2015年に発覚したパークシティLaLa横浜などでの杭打ちデータ偽装問題については、元福岡高等検察庁検事長の鈴木和宏弁護士が外部調査委員長として検証等を行った社内調査委員会の調査で、代表取締役社長在任中社内で報告を受けていたが指示を行っていなかったとされた。
2012年旭化成取締役上席執行役員。2013年旭化成取締役兼常務執行役員（生産技術本部、環境安全部、情報システム部、守山支社、リスク管理担当補佐 ）。公益財団法人野口研究所理事長等も務めた。ALCパネルの仕上げ材料・工法の技術開発により、日本建築仕上学会学会賞（技能賞）受賞。